# Rượu Lộc Thủy
Rượu Lộc Thủy được đặt theo tên của nơi xuất xứ - xã Lộc Thủy, huyện Lệ Thủy, tỉnh Quảng Bình.
Trong tập Ô Châu cận lục (烏州近錄) của Tiến sĩ Dương Văn An có nói sơ qua cách nấu rượu. Gạo ngon được nấu thành cơm, sau đó được ủ với men trong vài ngày. "Cơm men" tiếp đó được nấu lên. Rượu được ngưng tụ theo một đường dẫn và xuống chai đặt sẵn. Mẻ rượu đầu tiên được gọi là rượu đông. Sau đó lại lấy thêm nữa. Tùy vào từng người nấu và pha chế mà rượu nặng hay không. Bình thường thì vào khoảng trên dưới 50 độ.